# Enes Erkan

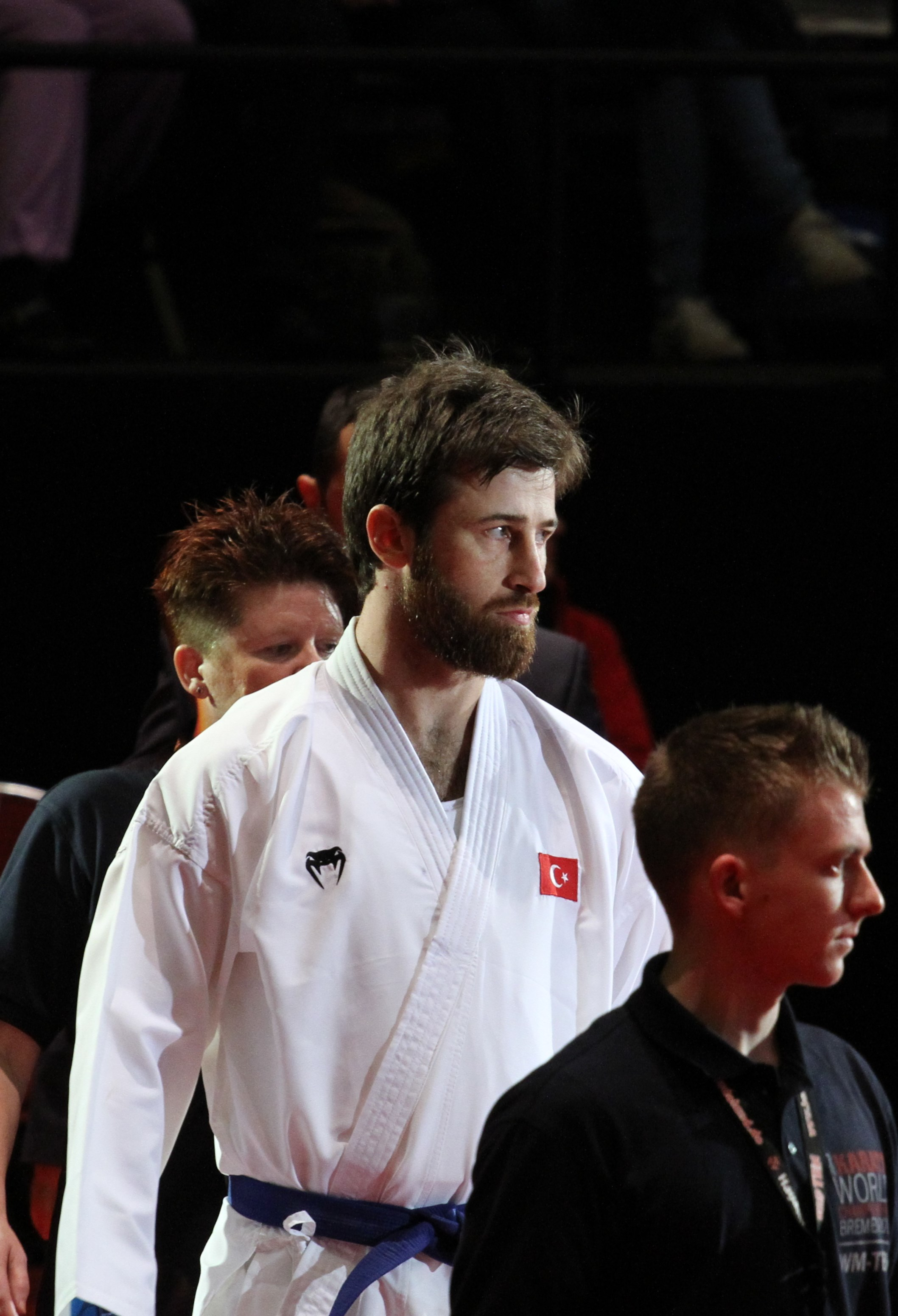
Enes Erkan, WKF-Karate-Weltmeister 2012 und 2014

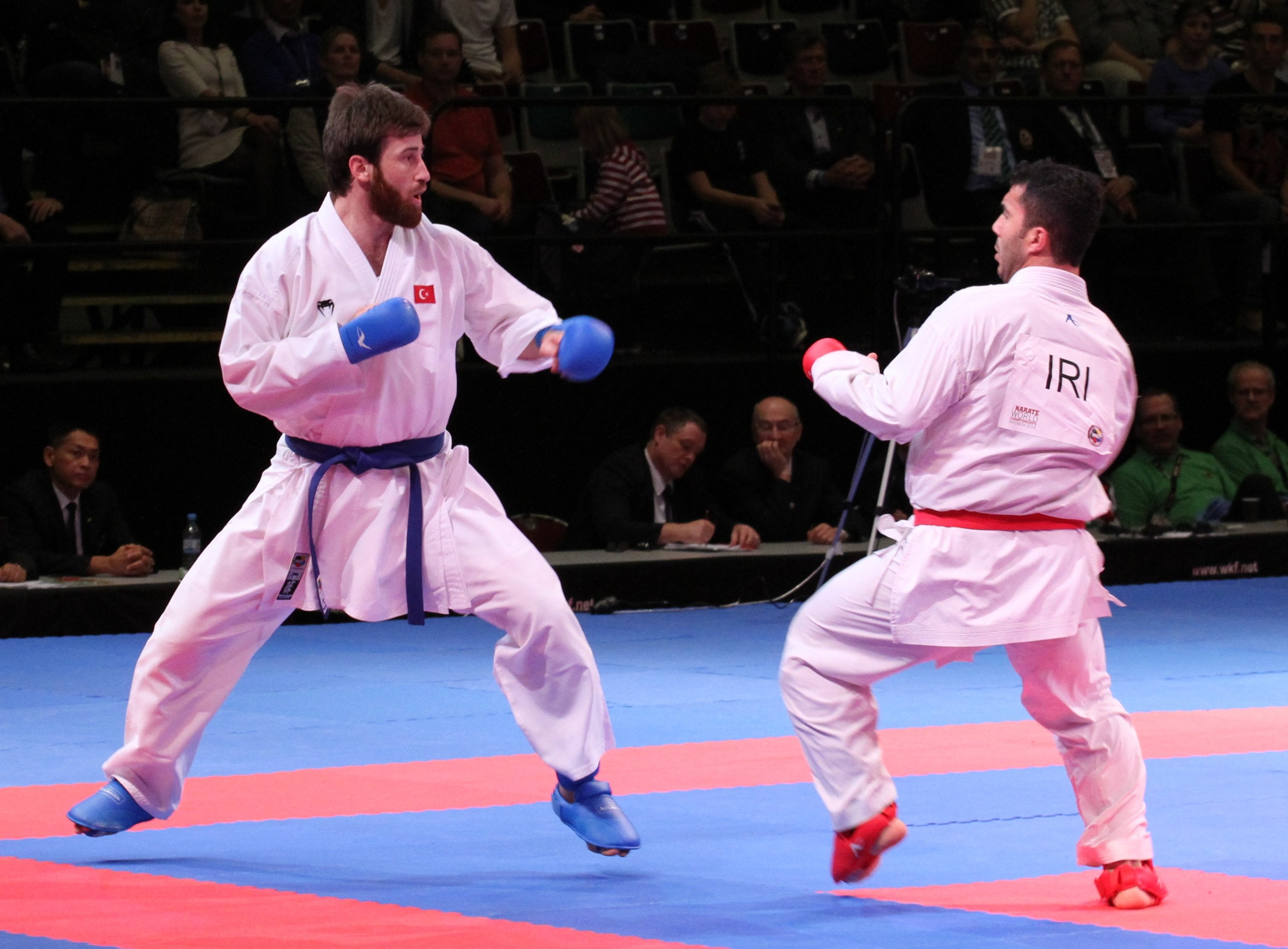
Enes Erkan im WM-Finalkampf vs. Sajjad Ganjzadeh, Bremen 2014

Enes Erkan (* 10. Mai 1987 in Sakarya, Türkei) ist ein türkischer Karateka. Er ist Welt- und Europameister im Kumite-Karate über 84 kg. Erkan startet für Sakarya Büyükşehir Belediyesi SK. Er studiert Körperkultur und Sport an der Sakarya-Universität.

## Sportliche Erfolge
2016
- 3. Platz in der Klasse + 84 kg bei der Karate Europameisterschaft 5.–8. Mai 2016 in Montpellier / Frankreich
- 2. Platz mit dem Team der Türkei bei der Karate Europameisterschaft in Montpellier

2015
- Goldmedaille bei den Europaspielen 2015 in Baku in der Gewichtsklasse +84 kg.

2014
- 1. Platz  Karate-Weltmeisterschaft 2014 - 5.-9. November, Bremen, GER - kumite +84 kg[2]
- 1. Platz  Karate-Europameisterschaft 2014 - 1.-4. Mai, Tampere, FIN - kumite +84 kg[3]

2013
- 2. Platz  XVII Mediterranean Games - 28. Juni, Mersin TUR - kumite +84 kg
- 1. Platz  Karate-Europameisterschaft 2013 - 5.-9. Mai, Budapest, HUN - kumite +84 kg

2012
- 1. Platz   WKF-Karate-Weltmeisterschaft 2012 - 21.-25. November, Paris, FRA - kumite +84 kg

2010
- 2. Platz Paris Open - 16. Januar, Paris, FRA - kumite -84 kg

2009
- 2. Platz Karate-Europameisterschaft - 8. Mai, Zagreb CRO - kumite -84 kg

2008
- 1. Platz  Jugend-Europameisterschaft - 15. Februar, Trieste ITA - kumite -80 kg

2007
- 1. Platz Karate-Jugendweltmeisterschaft - 19. Oktober, Istanbul TUR - kumite -80 kg
- 3. Platz German Open - 15. September, Aschaffenburg GER - kumite -80 kg
- 1. Platz Italian Open - 31. März, Monza ITA - kumite -80 kg

2005
- 3. Platz Jugend-Europameisterschaft - 11. Februar, Thessaloniki GRE - kumite -75 kg

2003
- 3. Platz Karate-Jugendweltmeisterschaft - 24. Oktober, Marseille FRA - kumite -70 kg